# Nesidiochernes tumidimanus
Espèce
Nesidiochernes tumidimanus est une espèce de pseudoscorpions de la famille des Chernetidae.

## Distribution
Cette espèce est endémique de l'État de Yap aux États fédérés de Micronésie. Elle se rencontre sur l'île de Yap.

## Description
Nesidiochernes tumidimanus mesure de 1,7 à 2,1 mm.

## Publication originale
- Beier, 1957 : Pseudoscorpionida. Insects of Micronesia, vol. 3, p. 1-64 (texte intégral).